# Cerithium stercusmuscarum
Cerithium stercusmuscarum är en snäckart som beskrevs av Achille Valenciennes 1833. Cerithium stercusmuscarum ingår i släktet Cerithium och familjen Cerithiidae. Inga underarter finns listade i Catalogue of Life.